# Dood van een vrijgezel
Dood van een vrijgezel is een hoorspel naar Der Tod des Junggesellen (1908) van Arthur Schnitzler. De TROS zond het uit op dinsdag 6 augustus 1985. De vertaler en bewerker was Jaap Maarleveld en de regisseur Bert Dijkstra. Het hoorspel duurde 32 minuten.

## Rolbezetting
- Paul van der Lek (dokter)
- Jan Borkus (zakenman)
- Jaap Maarleveld (vrijgezel)
- Robert Sobels (schrijver)
- Frans Kokshoorn (Johan)
- Eva Janssen (huishoudster)

## Inhoud
Een dokter wordt midden in de nacht door de huishoudster van een vrijgezel uit zijn slaap gehaald. Ze moet hem en de zakenman en de schrijver aan diens bed brengen, want hij ligt op sterven. De dokter komt als eerste aan, maar te laat, want de vrijgezel is al overleden. Nadien komen ook de zakenman en de schrijver aan. Terwijl de schrijver het lijk in stilte bekijkt, vragen de beide anderen zich af waarom de vrijgezel ook naar de schrijver heeft gevraagd. Ze denken dat die de laatste tijd niet veel contact met hem heeft gehad. Daarna stapt de dokter naar de kamer ernaast en gaat aan de schrijftafel zitten. Hij denkt er reeds aan te vertrekken, want waarschijnlijk is slechts naar hem gevraagd wegens zijn beroep, en zo bevriend met de vrijgezel was hij nu ook niet. Dan worden een paar woorden gewisseld over de dode: hij was rijk en werkte ook niet, en over het werk van de gemeenschappelijke vriend, de schrijver, had hij nooit veel goeds gezegd. Terloops valt de vraag waarom juist zij naar hier geroepen waren. De bediende Johan verklaart het hun en toont een brief die reeds zeven jaar geleden werd opgesteld en waarop de namen van vijf personen staan die de vrijgezel aan zijn sterfbed wilde. De twee andere namen zijn van een overledene en een fabrikant wiens adres verloren was gegaan. Kort daarna vinden de drie in de la van de schrijftafel een envelop die aan de vrienden is gericht. Daarin zit een afscheidsbrief, die de overledene reeds vele jaren geleden heeft geschrevenen waarin hij hun opbiecht, dat hij met hun vrouwen in stilte een verhouding heeft gehad. Elk van hen neemt dat bericht anders op…